# Œuf d'oiseau
 (octobre 2018).
Si vous disposez d'ouvrages ou d'articles de référence ou si vous connaissez des sites web de qualité traitant du thème abordé ici, merci de compléter l'article en donnant les références utiles à sa vérifiabilité et en les liant à la section « Notes et références ».

Diagramme d'un œuf de poule.

Les œufs d'oiseaux sont pondus par les femelles et incubés pendant un temps qui varie selon les espèces. La moyenne des pontes va de un (comme pour le condor) à environ 17 (pour la perdrix grise). Certains oiseaux pondent des œufs même quand ceux-ci n'ont pas été fécondés.
Les œufs d’oiseaux adoptent une grande variété de couleurs, de formes et de tailles. La coquille les protège et maintient l'humidité du contenu en supplément d'une annexe embryonnaire spécifique appelé amnios. Chez les oiseaux, les œufs ont une coquille dure, celle-ci est principalement constituée de carbonate de calcium.

## Taille et forme

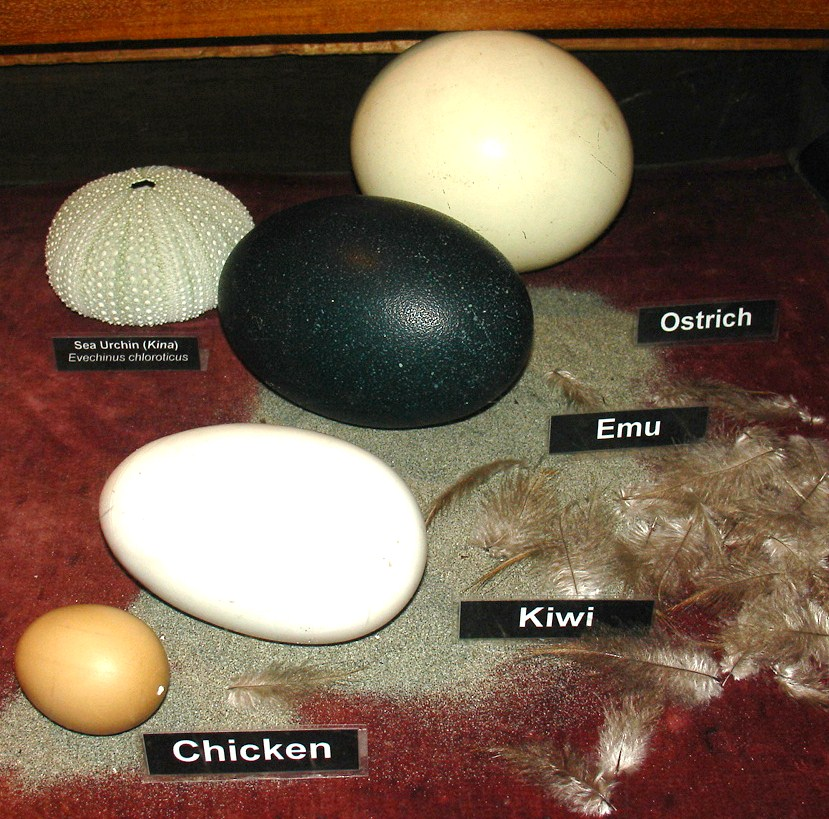
Œufs d'autruche, d'émeu, de kiwi et de poule.

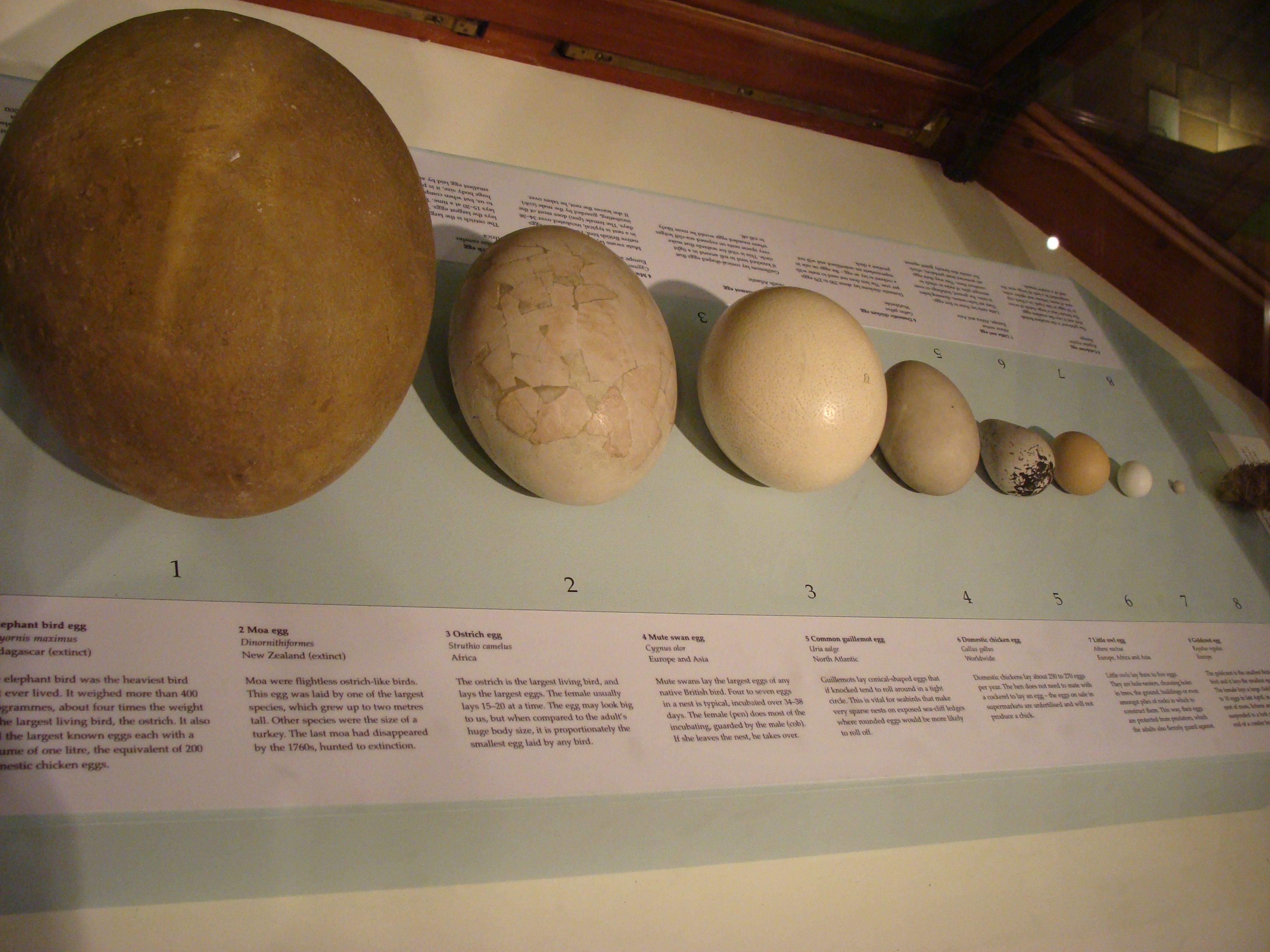
Formes et tailles d'œufs aviaires : 1. Oiseau-éléphant, 2. Moa, 3. Autruche, 4. Cygne, 5. Guillemot de Troïl, 6. Poule, 7. Chouette chevêche, 8. Roitelet huppé

La taille et la masse des œufs suivent globalement celles de l'oiseau adulte, mais ceux des petits oiseaux sont relativement plus volumineux. La masse des œufs des oiseaux actuels varie de 0,5 g (Colibri d'Elena) à 1,5 kg (autruches). Les œufs d'Aepyornis maximus mesuraient 34 cm de long et 22,5 de large, et pesaient plus de 9 kg.
Les œufs affichent une grande variété de formes : sphérique, elliptique, ovale, piriforme, biconique, etc. De nombreux facteurs influent sur leurs formes : localisation et type de nid (par exemple œufs plutôt coniques chez les oiseaux marins nichant au bord d'une falaise, ce qui limiterait le risque de chute accidentelle), taille de la couvée (forme qui rend le plus compacte possible la masse d'œufs sous la plaque incubatrice, optimisant la diffusion de la chaleur, tels les œufs pyriformes des limicoles, disposés en cercle dans le nid, le bout allongé vers l'intérieur), capacité de vol (il existe une corrélation entre les oiseaux dotés de grandes aptitudes de vol et leurs œufs plus asymétriques ou elliptiques, l'allongement des œufs faute d'espace lié à a réduction de leur cavité pelvienne étant une adaptation au profil aérodynamique de ces espèces qui volent beaucoup).

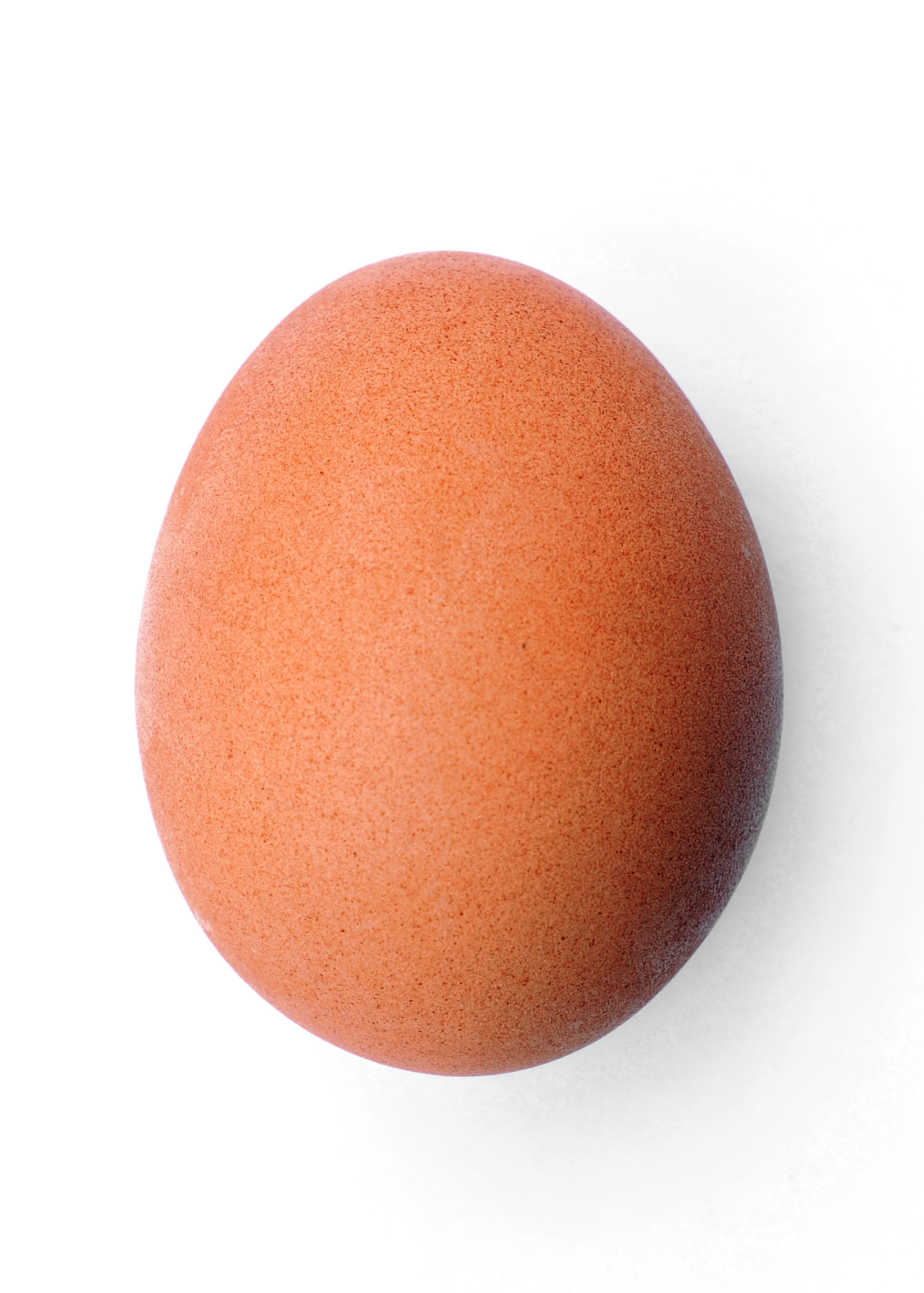
Œuf ovale classique Poule).
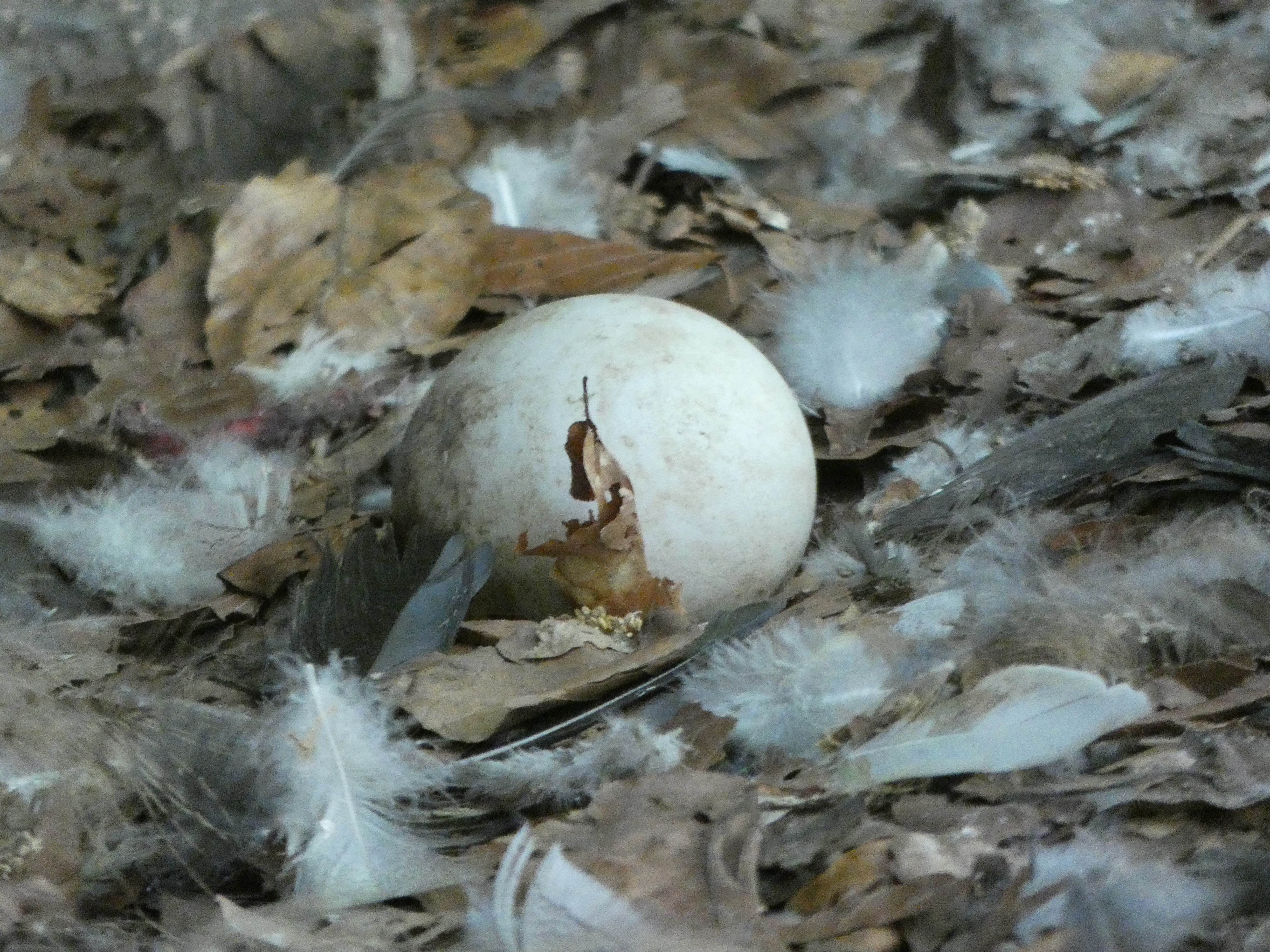
Œuf presque sphérique (Hibou grand-duc).
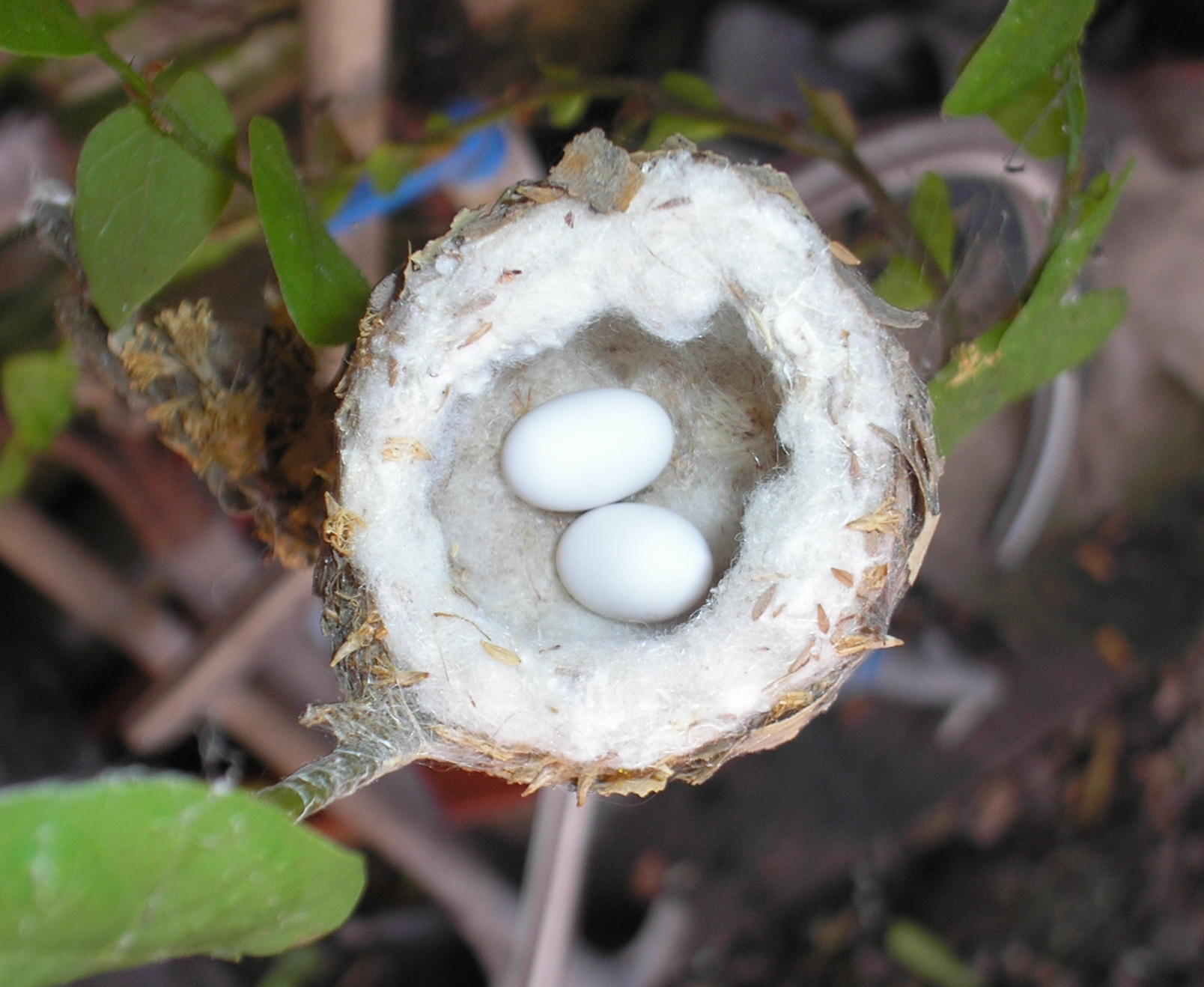
Œufs elliptiques (Colibri à gorge blanche).
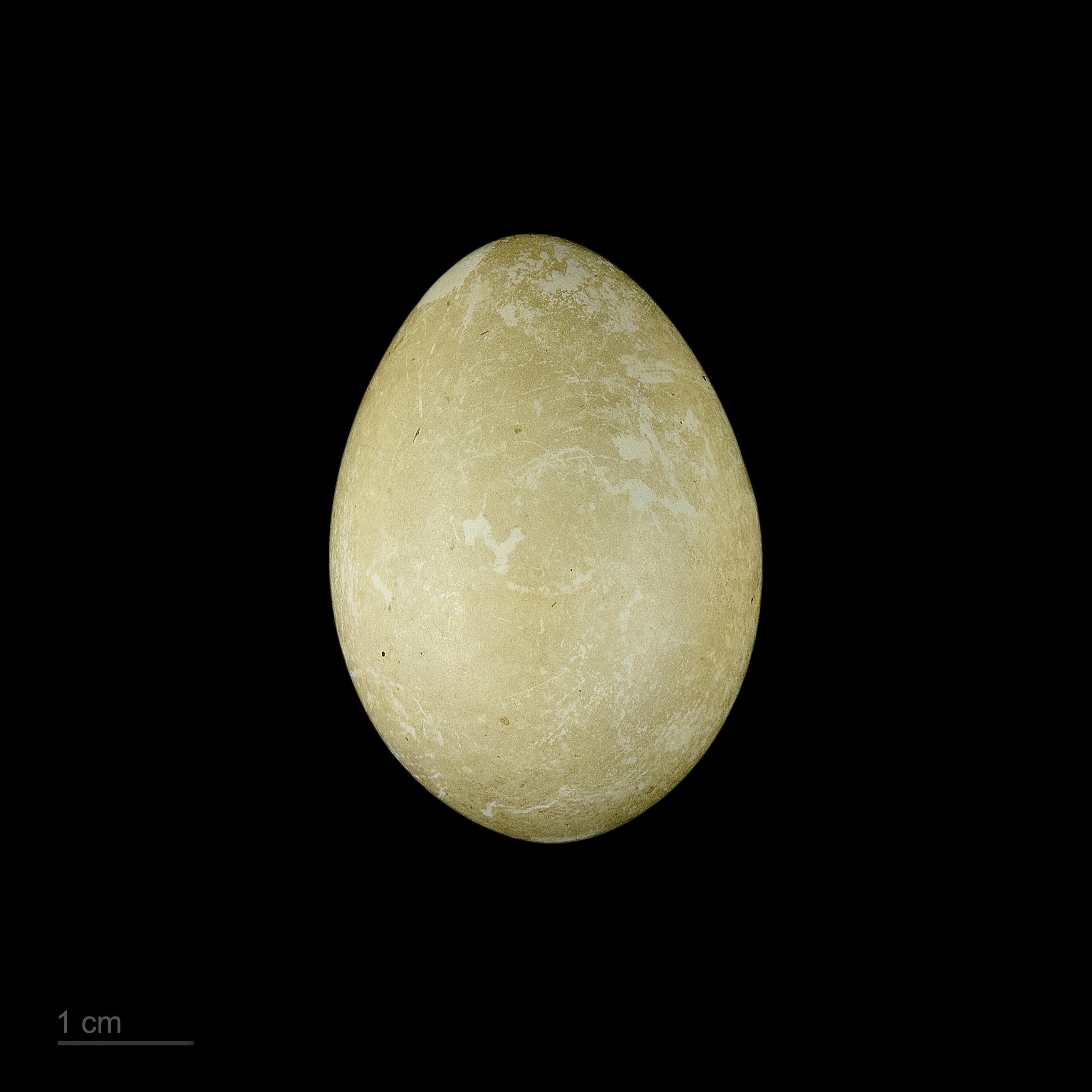
Œuf biconique (Grèbe esclavon).
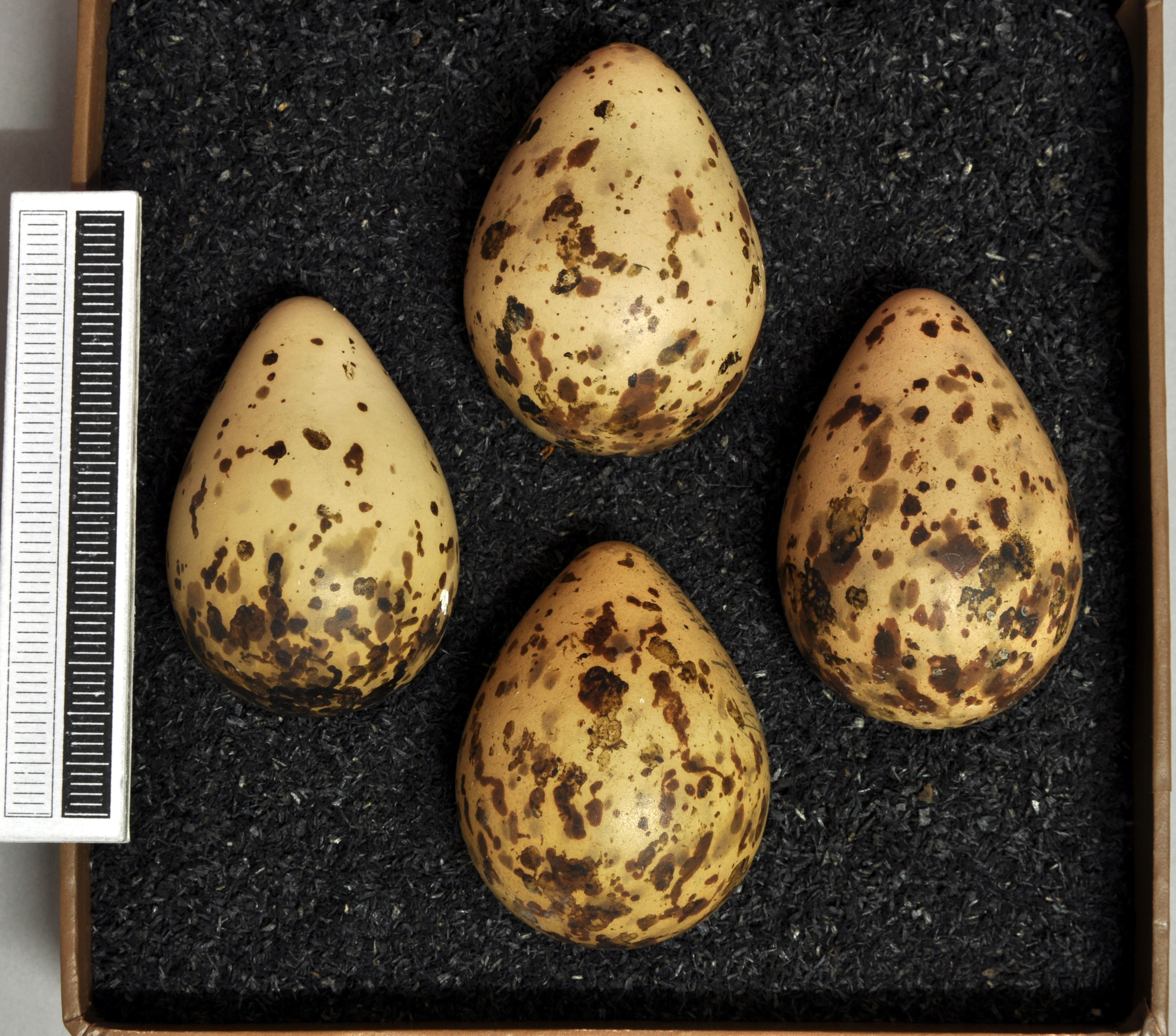
Œufs piriformes (Chevalier combattant).

## Structure

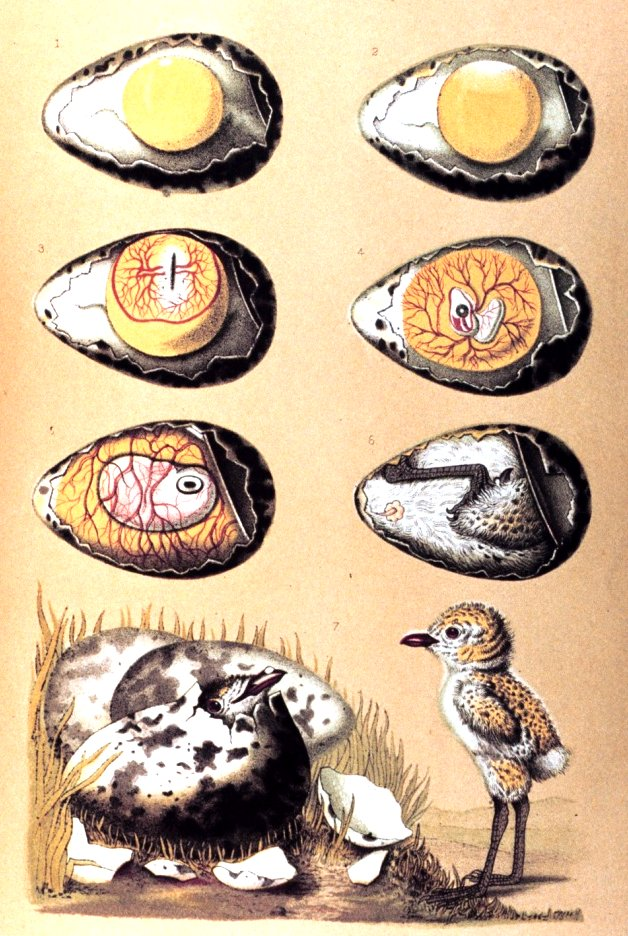
Croissance d'un embryon de poussin dans un œuf.

L'œuf est pondu même s'il ne rencontre pas de spermatozoïde dans le vagin. Si l'œuf est fécondé, le point blanc composé d'une cellule indifférenciée devient rouge lorsque l'embryon commence à se développer. L'embryon est relié au sac vitellin, très vascularisé, au moyen de la tige vitelline, riche en vaisseaux. L'albumen est une réserve d'aliment qui fournit des protéines et de l'eau à l'embryon, et protège celui-ci des micro-organismes (présence de lysozyme). L'embryon est entouré d'une poche appelée amnios, laquelle délimite la cavité amniotique, remplie du liquide amniotique. Ce sac protège et sert en même temps d'amortisseur à l'embryon. Les déchets azotés sont éliminés dans l'allantoïde, ou plutôt l'allantochorion, sous forme d'acide urique. L'allantochorion permet à l'embryon d'obtenir de l'oxygène et de rejeter le CO2 grâce à une paroi vascularisée et à un accolement à la coquille calcaire poreuse qui permet le passage des gaz. En dissolvant les sels de la coquille, il permet à l'embryon de construire ses os (calcification).
|  | 1. Coquille calcaire 2. Membrane coquillière externe 3. Membrane coquillière interne 4. Chalaze 5. Blanc d'œuf (ou albumen) externe (fluide) 6. Blanc d'œuf (ou albumen) intermédiaire (visqueux) 7. Peau du jaune d'œuf (ou vitellus) 8. Jaune d'œuf (ou vitellus) formé | 9. Point blanc puis embryon 10. Jaune d'œuf (ou vitellus) jaune 11. Jaune d'œuf (ou vitellus) blanc 12. Blanc d'œuf (ou albumen) interne (fluide) 13. Chalaze 14. Chambre à air 15. Cuticule |

## Coquille

### Couleurs

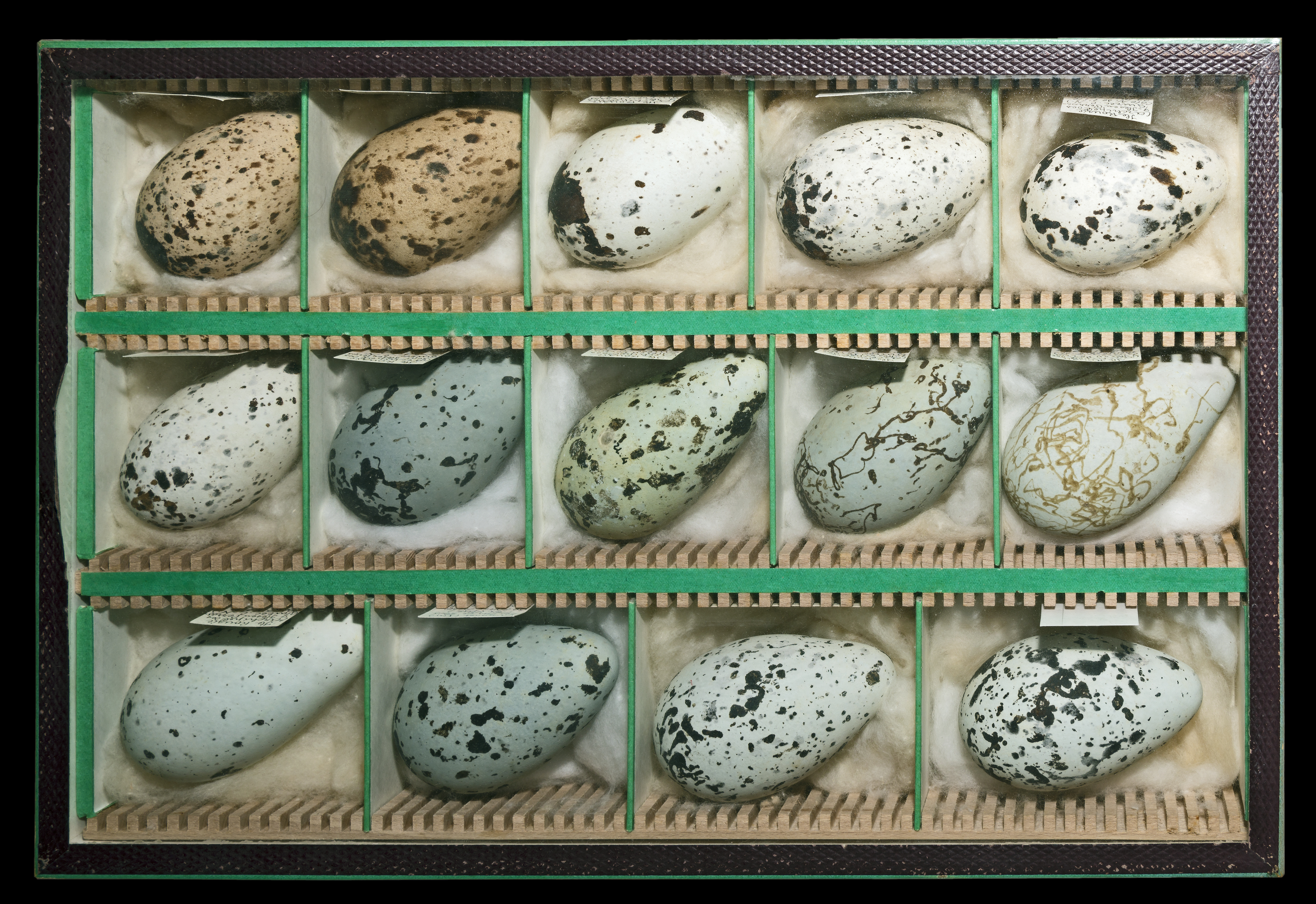
Œufs de guillemot.

En général, la couleur des œufs des vertébrés est le blanc du carbonate de calcium à partir de laquelle les coques sont faites, mais certains oiseaux, principalement des passereaux, pondent des œufs de couleur. Les pigments de la biliverdine et son chélate de zinc donnent une couleur verte ou bleue sol, et la protoporphyrine produit du rouge et du brun avec des taches. Les couleurs et les motifs intraspécifiques (points, striures, taches, marbrures) varient, probablement pour aider les parents adultes à reconnaître leurs œufs.

### Taches
Les oiseaux sont les seuls animaux à pondre des œufs tachetés. Plusieurs fonctions ont été attribuées à cette pigmentation, comme le camouflage aux yeux des prédateurs. Toutefois, on rencontre cette pigmentation même chez les oiseaux dont les œufs sont entièrement cachés au sein des nids. 
Selon Andrew Gosler et ses collègues (de l'Institut d'ornithologie Edward Grey, à Oxford), ces taches joueraient un rôle dans la robustesse des coquilles. En effet, en étudiant des populations de mésanges charbonnières, dans des régions où les ressources en calcium varient, ils ont établi une relation entre les taches et l'épaisseur de la coquille des œufs. Ainsi, l'épaisseur est généralement plus faible aux endroits montrant les taches les plus sombres, mais les œufs pondus dans des environnements riches en calcium sont moins tachés que ceux des zones où cette ressource est peu disponible.
Ces taches sont constituées de protoporphyrines, des molécules produites lors de la synthèse de l'hème (un composant de l'hémoglobine). Or, cette molécule pourrait, dans une certaine mesure, jouer un rôle dans la structure de la coquille. En effet, la protoporphyrine renvoie les infrarouges, évitant des pertes en eau, elle montre également une structure proche des lubrifiants solides (comme le graphite), permettant une meilleure absorption des chocs. 
Pour les oiseaux, ces taches pourraient également donner un indice sur le degré de fragilité des œufs, notamment en exposant les zones fragiles.

### Texture
La surface des coquilles d’œufs présente le plus souvent une texture finement granuleuse ou grenue. Par exemple :
- les œufs du cormoran sont rugueux et calcaires ;
- les œufs du tinamou sont brillants ;
- les œufs de cane sont gras et imperméables à l'eau.

De minuscules pores dans la coquille d'œuf d'un oiseau permettent à l'embryon de respirer. L’œuf d'une poule domestique a environ 7 500 pores.